# آنا ویدوویچ
آنا ویدوویچ (کرواتی: Ana Vidović؛ زادهٔ ۸ نوامبر ۱۹۸۰) موسیقی‌دان و گیتارنواز اهل کرواسی است که کارش را به‌عنوان یک کودک نابغهٔ نوازندهٔ گیتار آغاز کرد و تا کنون برندهٔ جوایز گوناگونی در رقابت‌های بین‌المللی شده است. 
پدر او نوازندهٔ گیتار بیس بود و دو برادر بزرگترش یکی نوازندهٔ گیتار کلاسیک و دیگری نوازندهٔ حرفه‌ای پیانو است. وی نواختن گیتار را از سن ۵ سالگی آغاز کرد و از سن ۸ سالگی برنامه اجرا می‌کرد. او پیش از رسیدن به سن ۱۱ اجراهای بین‌المللی داشت و در سن ۱۳ سالگی در خلال جنگ استقلال کرواسی، جوان‌ترین دانشجوی آکادمی موسیقی زاگرب بود. او در این مرکز آموزشی از شاگردان «ایشتوان رومر» بود و در سال ۱۹۹۸ فارغ‌التحصیل شد. استعداد شگرف او در نوازندگی و شهرت جهانی‌اش سبب شد تا نوازنده و استاد برجسته گیتار مانوئل باروئکو، او را برای ادامه تحصیل به مؤسسه پیبادی دانشگاه جانز هاپکینز در بالتیمور دعوت کند که در سال ۲۰۰۳ از آنجا نیز فارغ‌التحصیل شد.
آهنگساز مورد علاقه او یوهان سباستیان باخ است و بیشتر آثار او را اجرا می‌کند، اما اجراهای مشهوری نیز از آهنگسازان بزرگی چون فدریکو مورنو توروبا، مانوئل پونسه، فرانسیسکو تارگا و خواکین رودریگو (از جمله کنسرتو د آرانخوئز) داشته است. او تا سن ۱۸ سالگی برندهٔ ۲۰ جایزهٔ بین‌المللی شد. روزنامهٔ واشینگتن پست دربارهٔ یکی از اجراهای وی نوشت: «نوازندگی او [...] تقریباً بی‌عیب و نقص - با آب‌وتاب، دقیق و پیراسته بود. اما این تنها یک اجرای بی‌نظیر و ماهرانهٔ صرف نبود. نوازندگی ویدوویچ ظریف و به شدت شخصی است، هم کاملاً احساسی است و هم عمیقاً فکرشده است.»
او پاکو د لوسیا را الگوی خود و جان ویلیامز را به‌عنوان یک الهام‌بخش مهم موسیقی‌اش همراه با بسیاری دیگر از آهنگسازان و نوازندگان می‌داند.